# Elecciones al Senado de Argentina de 1992
Las Elecciones al Senado de la Nación Argentina de 1992 fueron realizadas a lo largo del mencionado año por las Legislaturas de las respectivas provincias para renovar 17 de las 48 bancas del Senado de la Nación.  
En la Capital Federal el senador del período 1983-1992 fue renovado mediante el sistema indirecto de votación, donde se eligieron a 54 electores que luego se reunirián en el Colegio Electoral y proclamarían al senador electo. El Partido Justicialista holgó aún más su mayoría en el Senado. 
Por primera vez la Provincia de Tierra del Fuego elegía Senadores Nacionales debido a la provincialización del Territorio Nacional de Tierra del Fuego el 26 de abril de 1990, por esta razón la cantidad de Senadores aumenta de 46 a 48.

## Reglas electorales
Las reglas electorales fundamentales que rigieron la elección de senadores fueron establecidas en el texto constitucional entonces vigente (Reforma constitucional 1957) y la Ley N.º 22.838 del 23 de junio de 1983, sancionada por el dictador Reynaldo Bignone "en uso de las atribuciones conferidas el Estatuto para el Proceso de Reorganización Nacional".
- Los senadores serán elegidos por las Legislaturas de sus respectivas provincias a pluralidad de sufragios.
- El senado se compondrá de dos senadores por provincia y dos de la capital.
- Los dos senadores de la capital son elegidos en la forma prescripta para la elección del presidente de la Nación.
- Los senadores duran nueve años en el ejercicio de su mandato, y son reelegibles indefinidamente.
- El Senado se renovará por terceras partes cada tres años, decidiéndose por la suerte, luego que todos se reúnan, quiénes deben salir en el primero y segundo trienio.

## Cargos a elegir
| Provincia              | Senado    | Senado    |
| Provincia              | Senadores | A renovar |
| ---------------------- | --------- | --------- |
| Buenos Aires           | 2         | 1         |
| Ciudad de Buenos Aires | 2         | 1         |
| Catamarca              | 2         | 1         |
| Chaco                  | 2         | 1         |
| Chubut                 | 2         | —         |
| Córdoba                | 2         | —         |
| Corrientes             | 2         | —         |
| Entre Ríos             | 2         | 1         |
| Formosa                | 2         | 1         |
| Jujuy                  | 2         | 1         |
| La Pampa               | 2         | 1         |
| La Rioja               | 2         | —         |
| Mendoza                | 2         | 1         |
| Misiones               | 2         | 1         |
| Neuquén                | 2         | 1         |
| Río Negro              | 2         | —         |
| Salta                  | 2         | 1         |
| San Juan               | 2         | 1         |
| San Luis               | 2         | —         |
| Santa Cruz             | 2         | —         |
| Santa Fe               | 2         | 1         |
| Santiago del Estero    | 2         | —         |
| Tierra del Fuego       | 2         | 2         |
| Tucumán                | 2         | 1         |
| Total                  | 48        | 17        |

## Resultados
| Partido                                      | Partido                                      | Partido                                      | Bancas      | Bancas      | Bancas      | Bancas      |
| Partido                                      | Partido                                      | Partido                                      | Obtenidas   | +/-         | Totales     | +/-         |
| -------------------------------------------- | -------------------------------------------- | -------------------------------------------- | ----------- | ----------- | ----------- | ----------- |
|                                              |                                              | Partido Justicialista                        | 11/17       | 5           | 30/48       | 5           |
|                                              | Partido Conservador Popular                  | 0/17                                         | 1           | 0/48        | 1           |             |
| Total Frente Justicialista de Unidad Popular | Total Frente Justicialista de Unidad Popular | Total Frente Justicialista de Unidad Popular | 11/17       | 4           | 30/48       | 4           |
|                                              | Unión Cívica Radical                         | Unión Cívica Radical                         | 3/17        | 3           | 11/48       | 3           |
|                                              | Movimiento Popular Neuquino                  | Movimiento Popular Neuquino                  | 1/17        | Sin cambios | 2/48        | Sin cambios |
|                                              | Cruzada Renovadora                           | Cruzada Renovadora                           | 1/17        | 1           | 1/48        | 1           |
|                                              | Movimiento Popular Fueguino                  | Movimiento Popular Fueguino                  | 1/17        | 1           | 1/48        | 1           |
|                                              |                                              | Partido Autonomista de Corrientes            | 0/17        | Sin cambios | 1/48        | Sin cambios |
|                                              | Partido Liberal de Corrientes                | 0/17                                         | Sin cambios | 1/48        | Sin cambios |             |
| Total Pacto Autonomista - Liberal            | Total Pacto Autonomista - Liberal            | Total Pacto Autonomista - Liberal            | 0/17        | Sin cambios | 2/48        | Sin cambios |
|                                              | Partido Bloquista                            | Partido Bloquista                            | 0/17        | 1           | 1/48        | 1           |

## Resultados por provincia
| Provincia        | Senador saliente             | Partido      | Partido                     | Senador electo             | Partido/Alianza | Partido/Alianza                     |
| ---------------- | ---------------------------- | ------------ | --------------------------- | -------------------------- | --------------- | ----------------------------------- |
| Buenos Aires     | Adolfo Gass                  |              | Unión Cívica Radical        | Antonio Cafiero            |                 | Partido Justicialista               |
| Capital Federal  | Juan Trilla                  |              | Unión Cívica Radical        | Fernando de la Rúa         |                 | Unión Cívica Radical                |
| Catamarca        | Julio Aurelio Amoedo         |              | Partido Conservador Popular | Pedro Guillermo Villarroel |                 | Frente Cívico y Social de Catamarca |
| Chaco            | Luis León                    |              | Unión Cívica Radical        | Luis León                  |                 | Unión Cívica Radical                |
| Entre Ríos       | Luis Agustín Brasesco        |              | Unión Cívica Radical        | Augusto Alasino            |                 | Partido Justicialista               |
| Formosa          | Rogelio J. Nieves            |              | Partido Justicialista       | Ricardo Branda             |                 | Partido Justicialista               |
| Jujuy            | Alfredo Luis Benítez         |              | Partido Justicialista       | Fernando Venancio Cabana   |                 | Partido Justicialista               |
| La Pampa         | Pedro Alberto Conchez        |              | Partido Justicialista       | Carlos Verna               |                 | Partido Justicialista               |
| Mendoza          | Margarita Malharro de Torres |              | Unión Cívica Radical        | José Octavio Bordón        |                 | Partido Justicialista               |
| Misiones         | Héctor J. Velázquez          |              | Unión Cívica Radical        | Julio César Humada         |                 | Partido Justicialista               |
| Neuquén          | Elías Sapag                  |              | Movimiento Popular Neuquino | Elías Sapag                |                 | Movimiento Popular Neuquino         |
| Salta            | Horacio F. Bravo Herrera     |              | Partido Justicialista       | Juan Carlos Romero         |                 | Partido Justicialista               |
| San Juan         | Eduardo Pósleman             |              | Partido Bloquista           | Alfredo Avelín             |                 | Cruzada Renovadora                  |
| Santa Fe         | Liliana Gurdulich            |              | Partido Justicialista       | Jorge José Massat          |                 | Partido Justicialista               |
| Tierra del Fuego | Cargo creado                 | Cargo creado | Cargo creado                | Daniel Esteban Martínez    |                 | Partido Justicialista               |
| Tierra del Fuego | Cargo creado                 | Cargo creado | Cargo creado                | Juan Carlos Oyarzún        |                 | Movimiento Popular Fueguino         |
| Tucumán          | Arturo Jiménez Montilla      |              | Partido Justicialista       | Julio Miranda              |                 | Partido Justicialista               |

1. ↑  Renuncia el 6 de agosto de 1996 para asumir como Jefe de Gobierno de la Ciudad Autónoma de Buenso Aires, lo reemplaza José María García Arecha (UCR) el 17 de diciembre de 1997.
2. ↑  Desde el 19 de mayo de 1993.
3. ↑  Desde el 21 de abril de 1993.
4. ↑  Renuncia el 21 de febrero de 1996, lo reemplaza Eduardo Bauzá (PJ) el 5 de junio de 1996.
5. ↑  Reelecto, falleció el 21 de junio de 1993, lo reemplaza Felipe Rodolfo Sapag (MPN) el 1 de septiembre de 1993.
6. ↑  Renuncia el 10 de diciembre de 1995 para asumir como Gobernador de Salta, lo reemplaza Emilio Marcelo Cantero (PJ) el 10 de diciembre de 1995.
7. ↑  Renuncia el 10 de diciembre de 1999 para asumir como Gobernador de San Juan, lo reemplaza Juan Carlos Loza (CR) el 12 de julio de 2000.
8. ↑  Tiene mandato hasta 1995.
9. ↑  Tiene mandato hasta 1998.
10. ↑  Renuncia el 27 de octubre de 1999, lo reemplaza José Francisco Fernando Carbonell (PJ) el 27 de octubre de 1999.

### Capital Federal
Según establecía la constitución nacional el senador por la Capital Federal debía ser electo de la misma forma que el presidente de la Nación, es decir mediante el sistema de voto indirecto. La elección se realizó el 28 de junio de 1992.
|  | 50,01 % |

|  | 31,67 % |

|  | 7,47 % |

|  | 5,62 % |

|  | 3,12 % |

|  | 0,62 % |

|  | 0,61 % |

|  | 0,52 % |

|  | 0,36 % |

|  | 97,12 % |

|  | 2,15 % |

|  | 0,73 % |

|  | 77,22 % |

|  | 22,80 % |

|  | 100 % |

## Boletas en Capital Federal

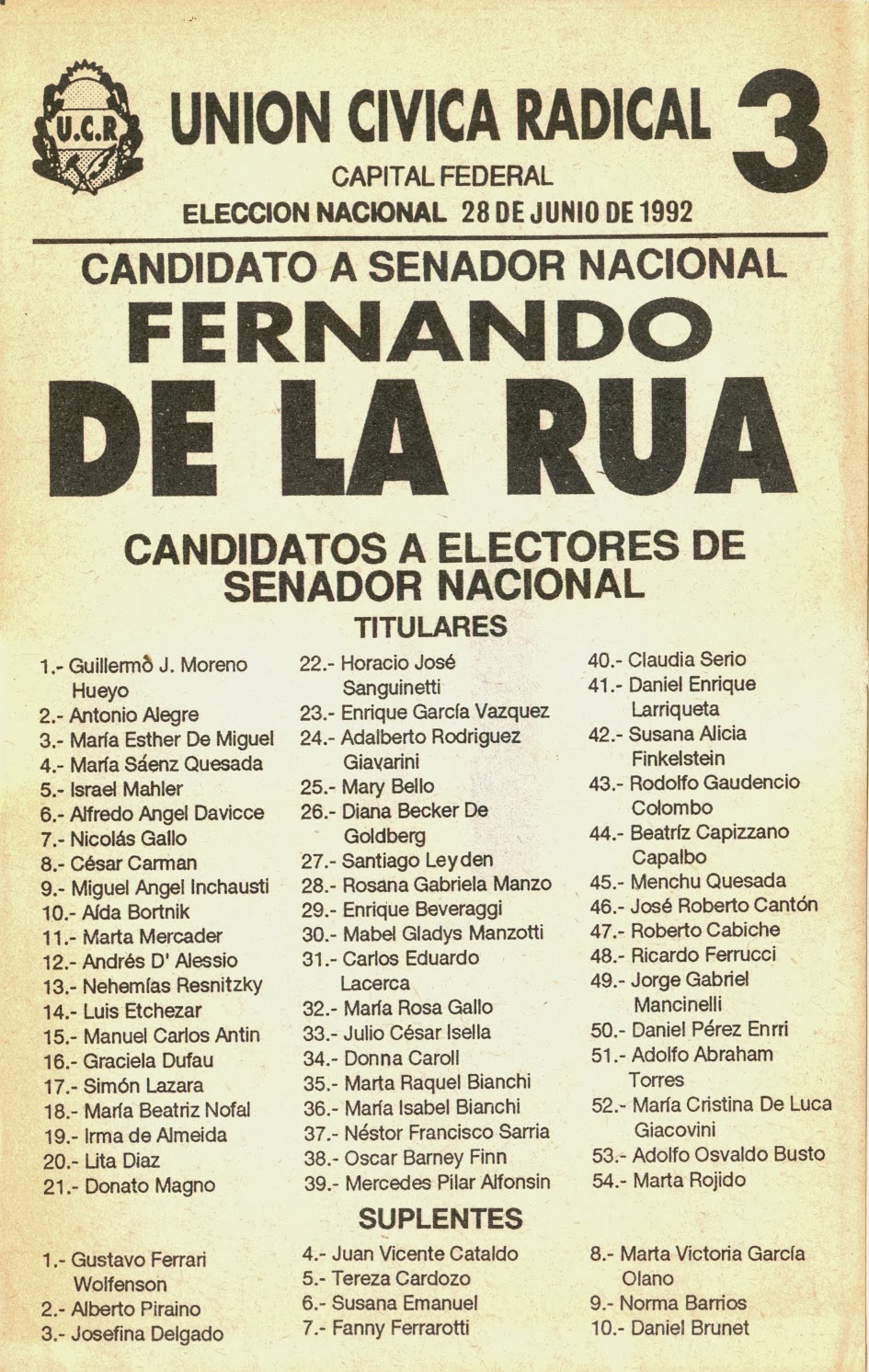
Unión Cívica Radical
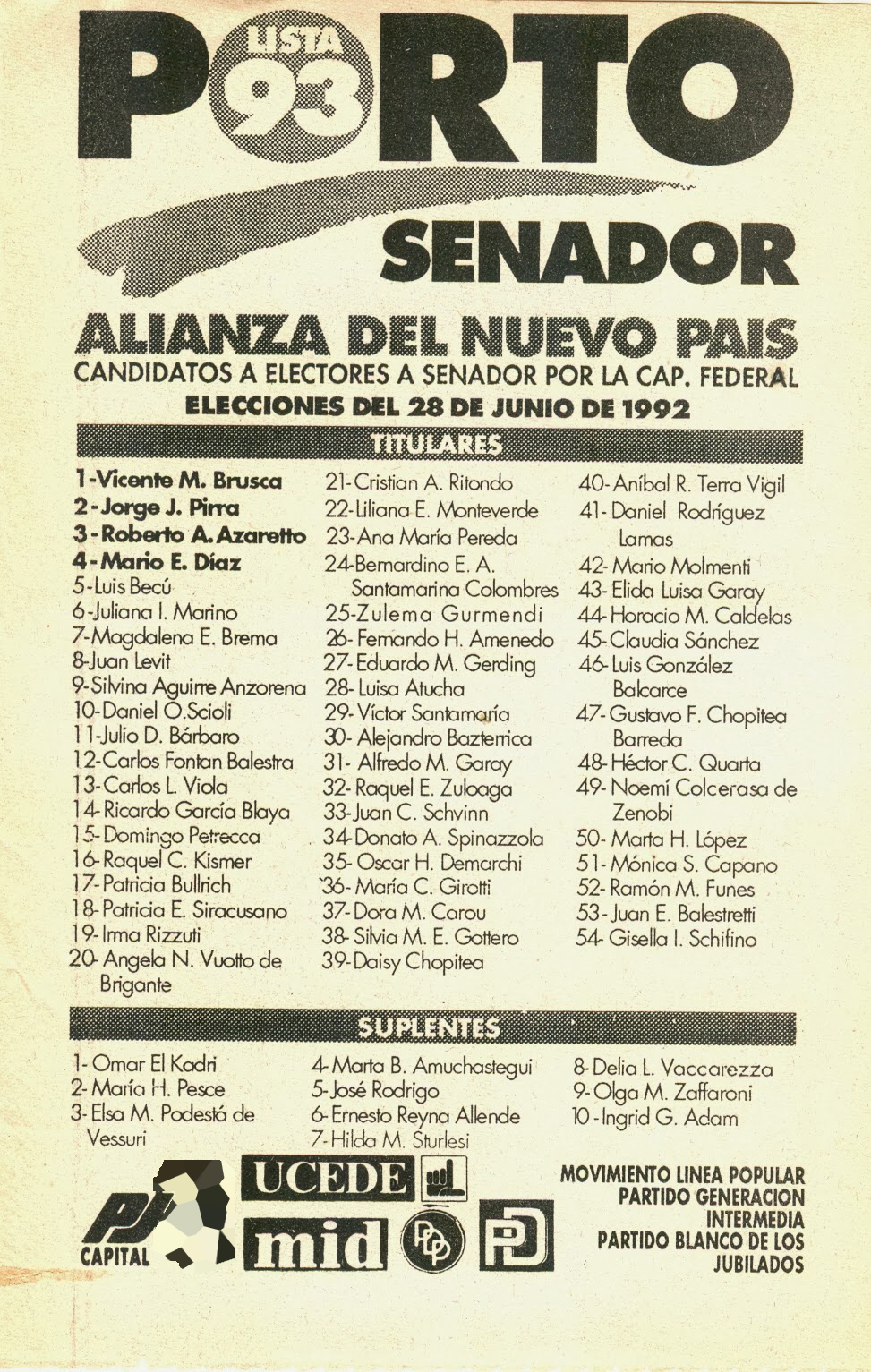
Alianza del Nuevo País
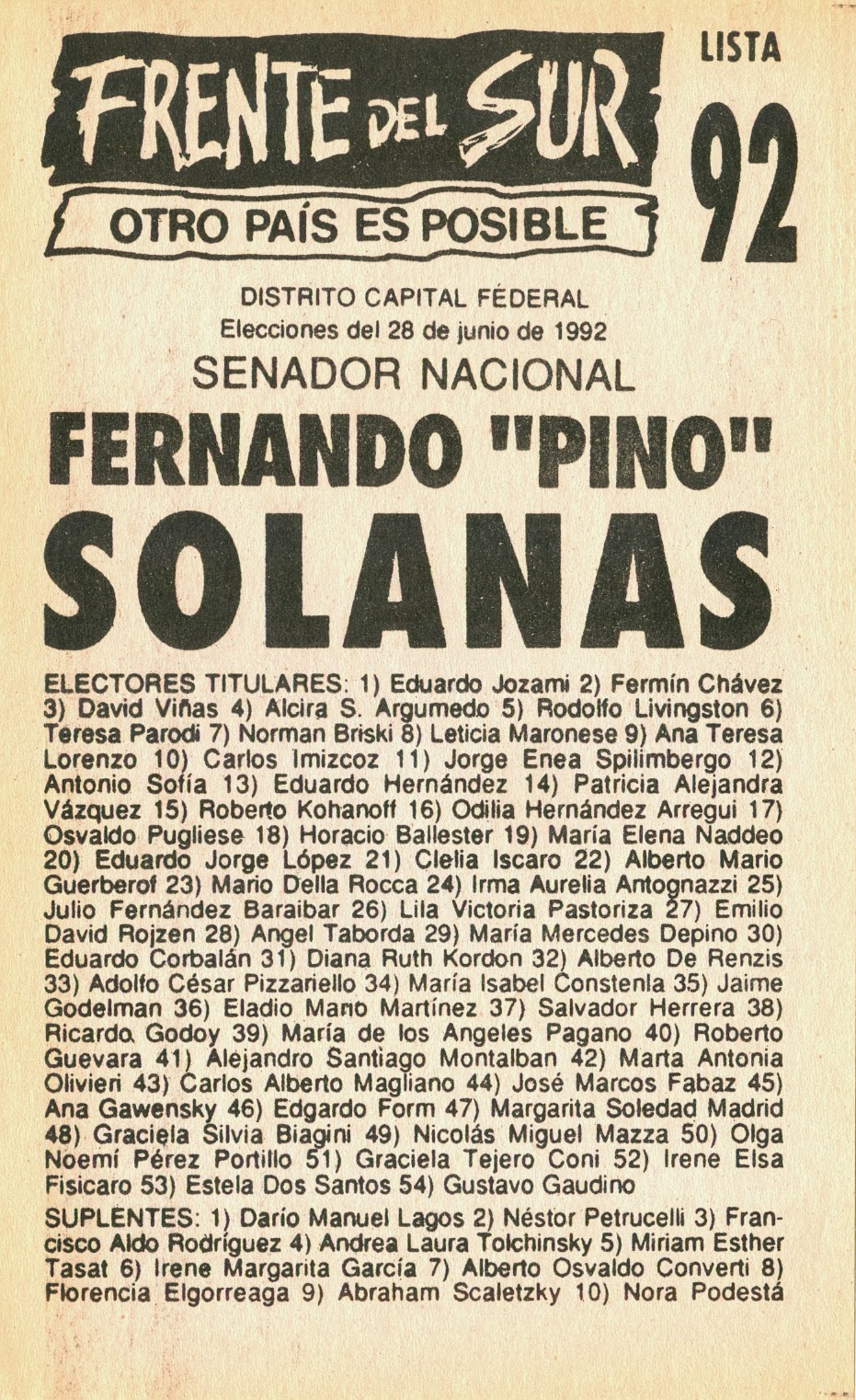
Frente del Sur
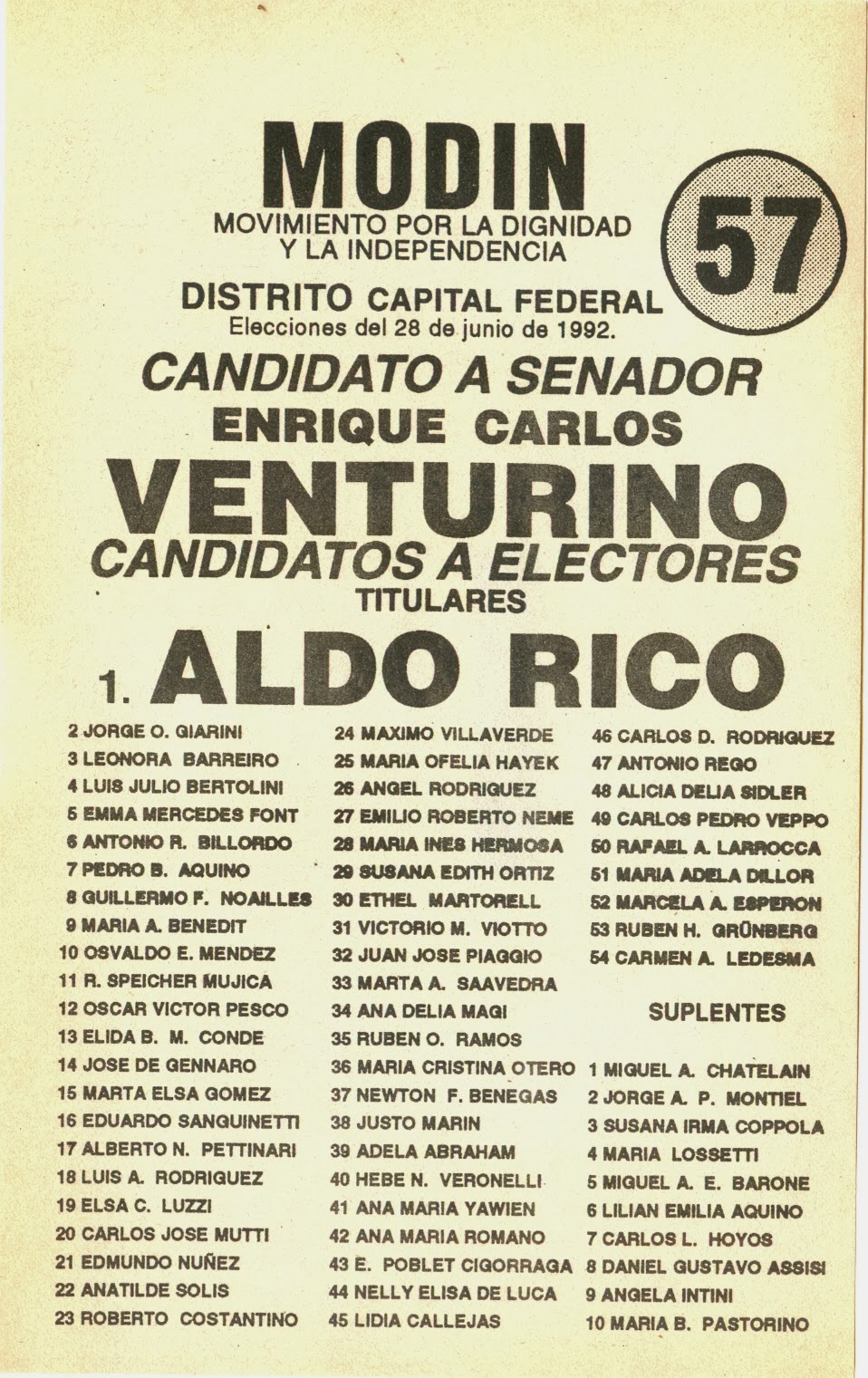
Movimiento por la Dignidad y la Independencia
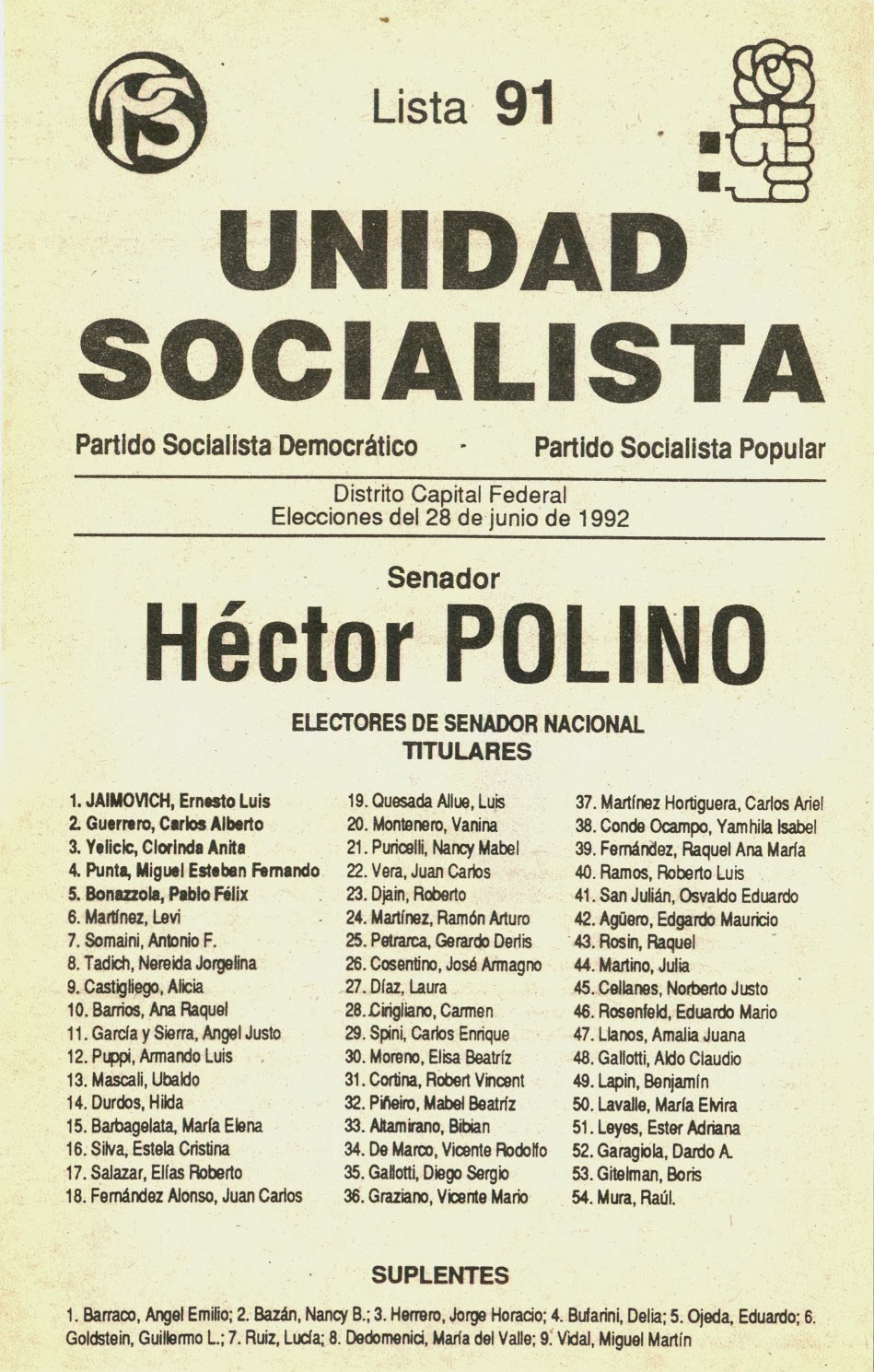
Unidad Socialista
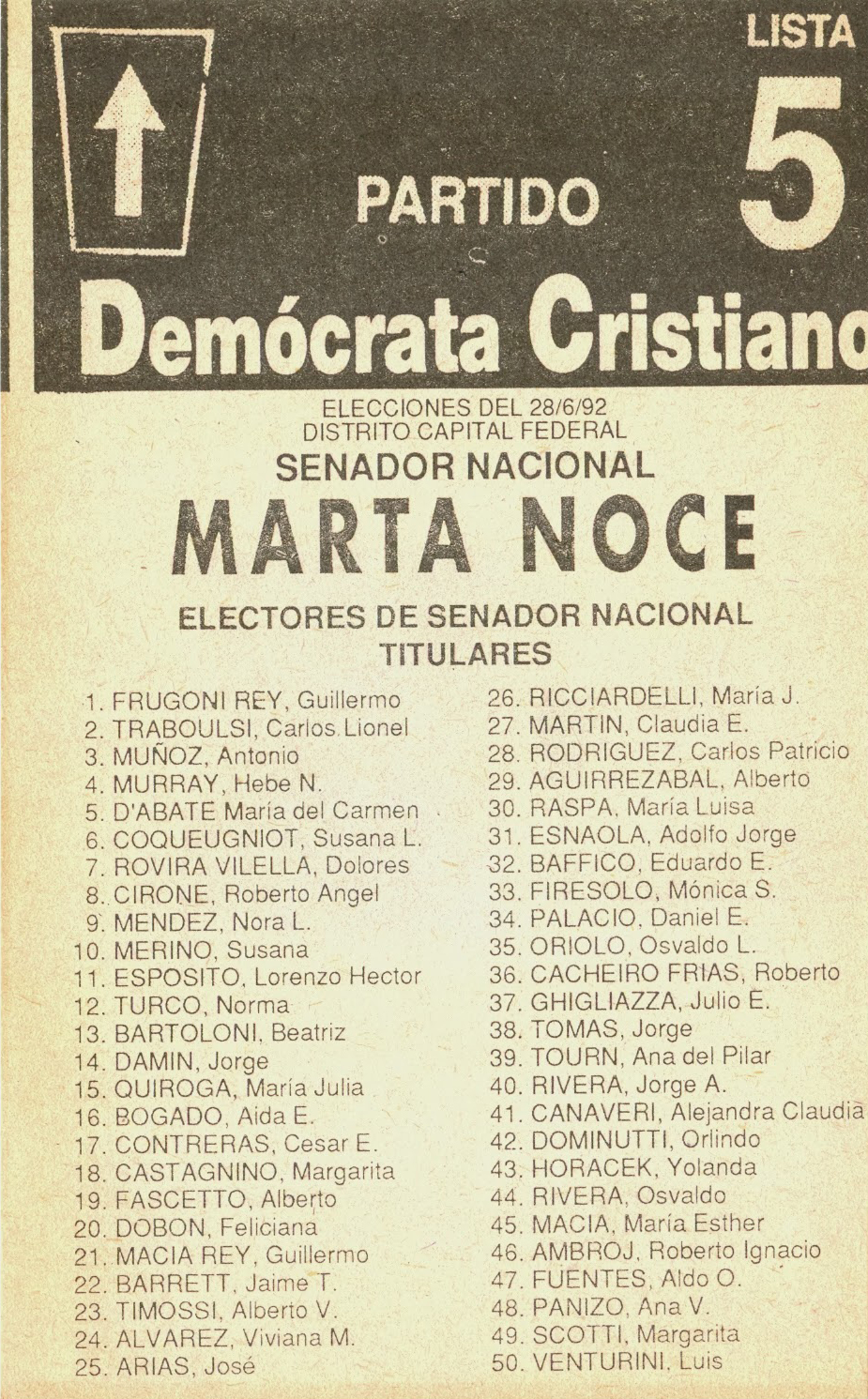
Partido Demócrata Cristiano
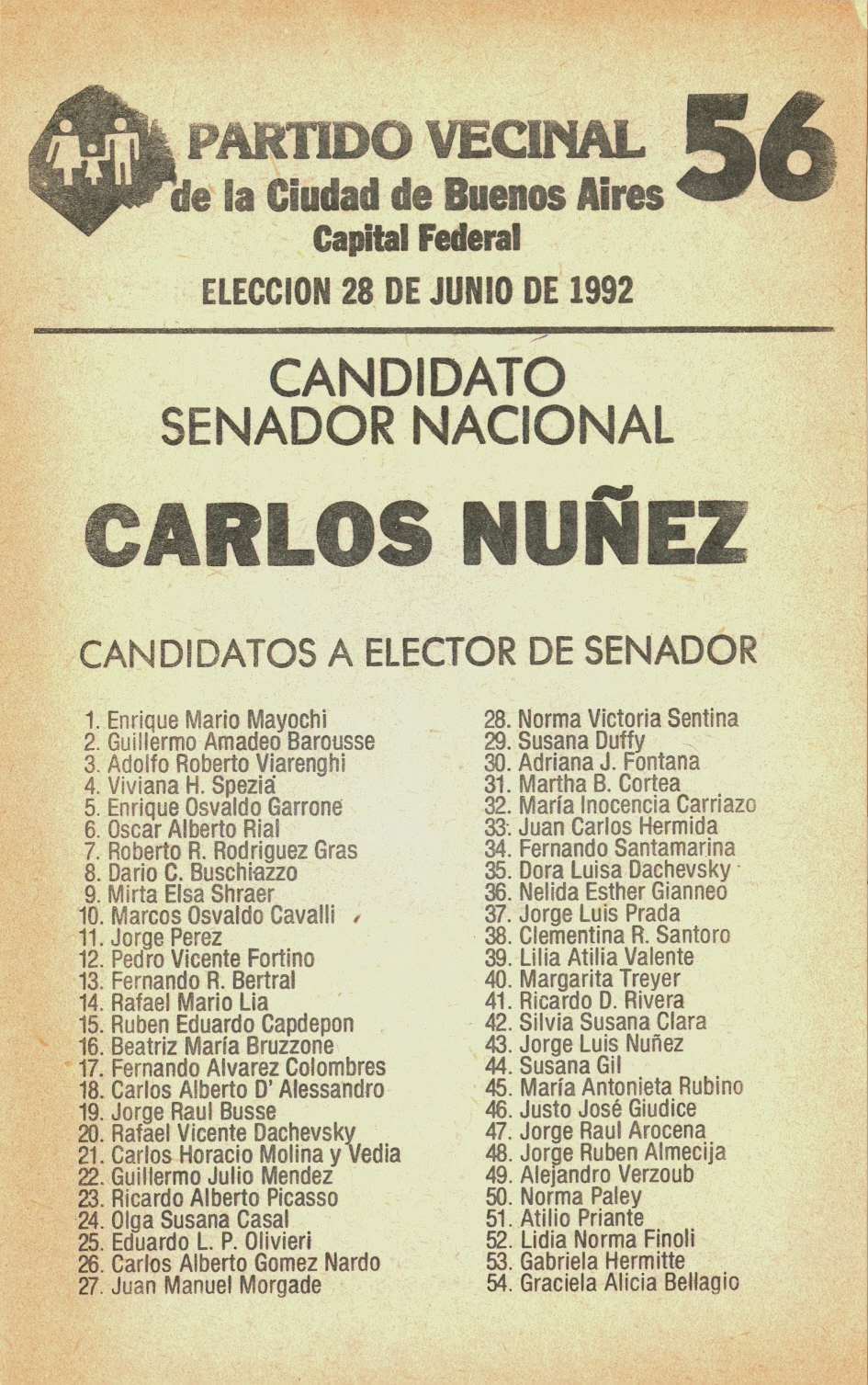
Partido Vecinal
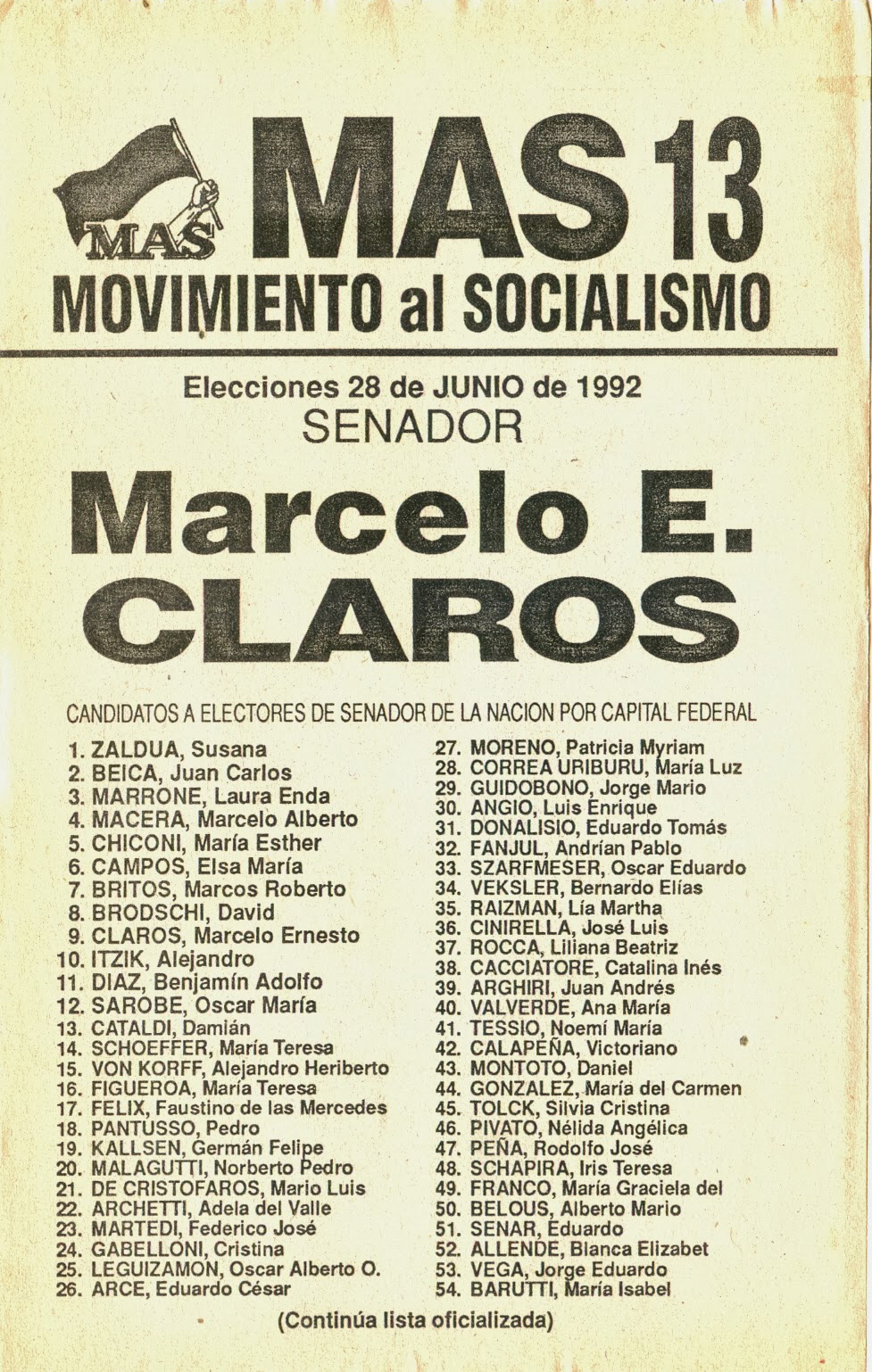
Movimiento al Socialismo
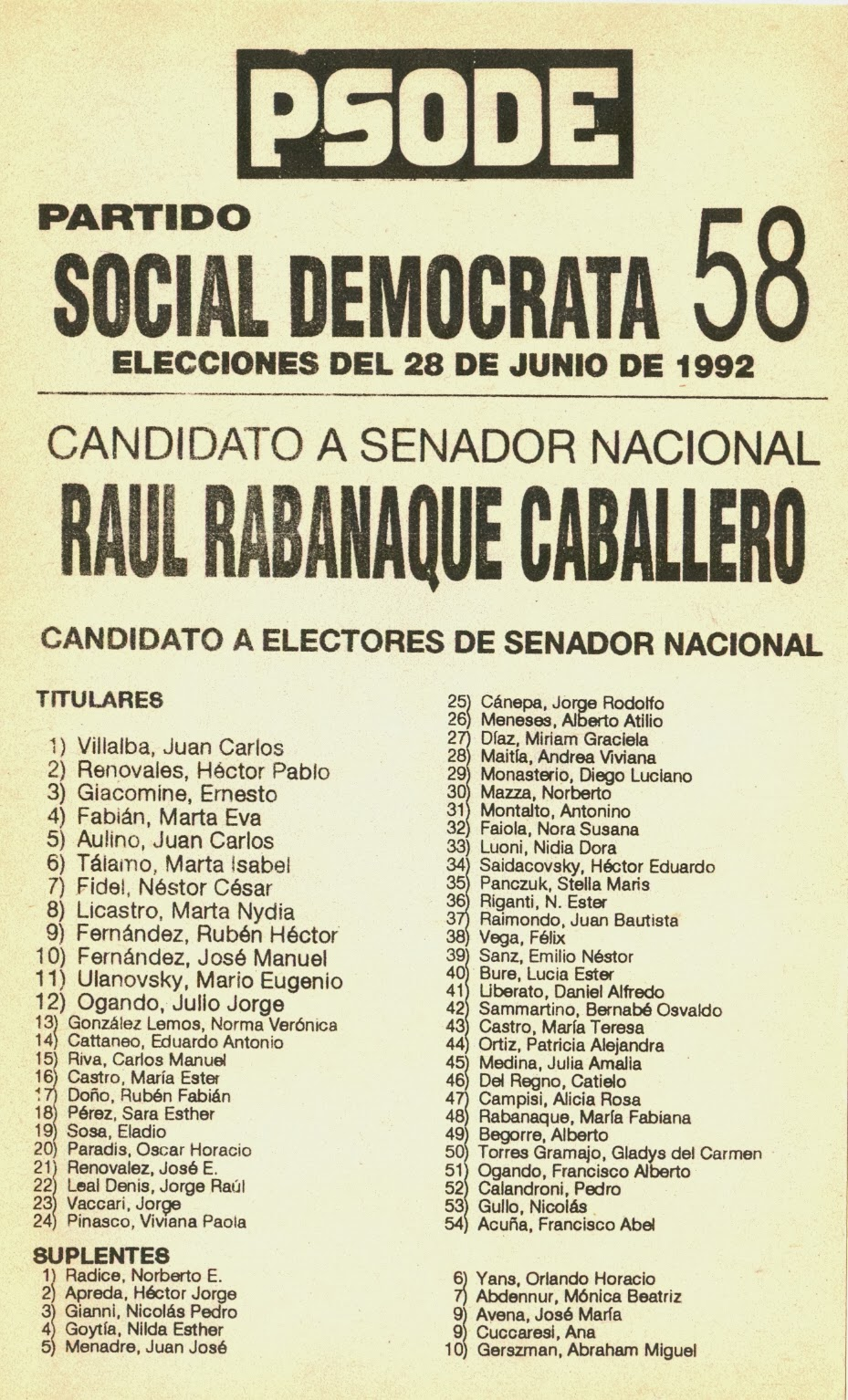
Partido Social Demócrata